# Русское государство (газета)
«Русское государство» — газета, орган уряду прем'єр-міністра С. Ю. Вітте. Виходила в Петербурзі в лютому — травні 1906 p., була припинена за нового міністра внутрішніх справ Петра Столипіна.